# Guadalupei bazilika
A Mexikóvárosban található Guadalupei bazilika a világ egyik leghíresebb temploma és leglátogatottabb Mária-kegyhelye. Azon a Tepeyac dombon épült fel, ahol a katolikus hívők szerint 1531-ben Juan Diego előtt megjelent Szűz Mária, azaz a Guadalupei Szűzanya. A mai épület 1976-ban nyílt meg, de mellette egy több száz éves templom is áll: korábban az volt a guadalupei bazilika.
A kegyhelyet, ahol ma is látható Mexikó legértékesebb vallási ereklyéje, Juan Diego tilmája a Mária-képpel, évente mintegy 20 millióan látogatják (többen, mint a Vatikánt), a forgalom jó része december 12-ére, a Guadalupei Szűzanya ünnepére koncentrálódik: 2016-ban például közel 6,2 millióan érkeztek erre a napra.

## Története

### A régi templom
A katolikus hívők szerint 1531. december 9-én, amikor egy Juan Diego nevű, néhány évvel azelőtt megkeresztelkedett indián a Tepeyac nevű dombnál járt, megjelent Szűz Mária, és arra kérte őt, hogy kezdeményezze Juan de Zumárraga püspöknél ezen a helyen egy templom építését. Az egyház azonban bizonyítékokat szeretett volna, és egyelőre nem egyezett bele az építésbe. Az indián december 12-én újra találkozott a Szűzanyával, aki ezúttal arra kérte, hozzon a hegy tetejéről virágokat, amelyek a zord téli idő ellenére nyíltak ott. Diego a virágokat tilmájába rejtette, és úgy vitte el a püspökhöz, ám amikor ott kinyitotta a ruhát, azon megjelent egy Mária-kép. Ez a tilma ezután Mexikó és az egész katolikus világ egyik legfontosabb ereklyéjévé vált.
Ezeknek az eseményeknek volt köszönhető, hogy később a Tepeyacon valóban felépült egy kápolna, amelyet 1622-ben Juan Pérez de la Serna érsek szentelt fel. Ennek állapota azonban a 17. század végére annyira leromlott, hogy már az összedőlés fenyegette, ezért elhatározták, hogy az évről évre egyre növekvő számú zarándokok fogadására egy új, nagyobb és szebb templomot építenek fel itt. Az építkezés, amelynek összköltsége körülbelül 500 000 peso körül lehetett, 1695-ben kezdődött Pedro de Arrieta építész tervei alapján, még Francisco de Aguiar y Seijas érseksége idején. Az 1699 és 1708 között hivatalban levő Juan de Ortega Montañés érsek (aki rövid ideig Új-Spanyolország alkirálya is volt) személyesen gyűjtött adományokat az építkezéshez, Ventura de Medina y Picazo és Pedro Ruiz de Castañeda kapitány pedig 30 000, illetve 50 000 pesóval járult hozzá. A templom felszentelésére végül 1709. május 1-én került sor. A négy toronnyal, a kupolával és a főkapu félnyolcszöges záródásával a feljegyzések szerint hasonló elemeket tartalmazó jeruzsálemi templomhoz való kötődést szerette volna kifejezni a tervező, aki a bejárati kapukba a Juan Diego-féle történet eseményeit illetve apostolokat és prófétákat ábrázoló domborműveket helyezett el.
A templomhoz tartozó káptalan 1749-ben jött létre. A 18. század végén vagy a 19. század elején, amikor a klasszicista stílus uralkodott, megsemmisült az eredeti hatalmas barokk oldár, amely az egész apszist elfedte, és amelynek 16, szőlőlevelekkel és szőlőfürtökkel díszített oszlopa, tizenöt különböző méretű szobra volt, emellett pedig 41 angyal és 88 aranyozott ezüstfülke díszítette. Új oltárát, amelyet nagyrészt Manuel Tolsá készített, 1837 decemberében avatták fel, de egy 1895-ös ünnepség miatti bővítési és átépítési munkák miatt ez is elpusztult, helyette készült el a ma is látható oltár.
A templom 1904-ben nyerte el a bazilika rangot. Mivel az idők során az épület süllyedni kezdett, ráadásul különböző részei nem egyformán, ezért szerkezetében károk keletkeztek. A kupolát tartó oszlopok ma is betonnal vannak körülvéve. A balesetveszélyesség miatt később be is kellett zárni, ám az 1999. május 5. és 7. között tartott II. Nemzeti Eukarisztikus Kongresszustól kezdve újra nyitva áll, igaz, az „igazi” guadalupei bazilika már nem ez, hanem az 1976-ban mellette megnyílt új templom.

### Az új templom
Az új épület alapkövét 1974. december 12-én tették le, majd Manuel Dario Miranda érsek áldotta meg. A Pedro Ramírez Vázqez tervéből kiinduló építkezés kevesebb mint két évig tartott: 1976. október 12-én már ünnepélyesen fel is avatták az elkészült épületet.

## Az épületek

### A régi templom

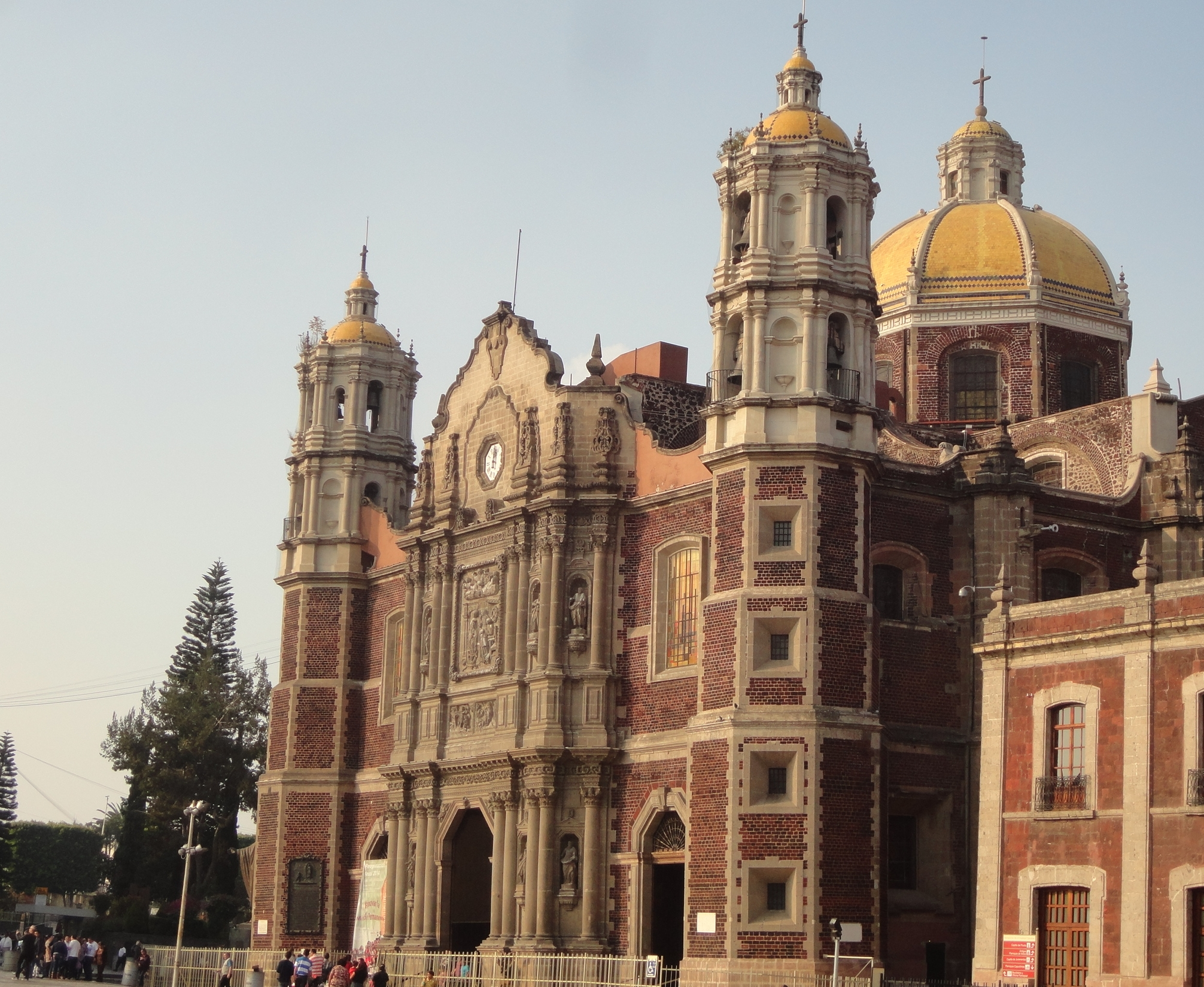
A régi bazilika

A régi, szürke kőből és vöröses tezontléből épült bazilika háromhajós, tizenöt boltozat fedi, középen a legmagasabb, itt található a csegelyeken nyugvó kupola is. Baldachinnal fedett oltárjának fő díszei Juan Diego és Juan de Zumárraga szobrai, amelyek a szent képe előtt térdelnek. A falak nagy méretű festményei a Guadalupei Szűzanya-kultusz eredetének fő eseményeit ábrázolják, a kőből készült retablók pedig szintén Mária-jelenéseket mutatnak be. A négy alacsony toronnyal rendelkező épület külsőleg kevéssé díszített, kapuinak barokk díszei is hiányoznak.

### Az új templom
Az új épület kör alaprajzú, éppen 100 méter átmérőjű. Alapozása 344 oszlopot tartalmaz, amelyek leérnek egészen a föld alatt 40 méter mélyen húzódó, már szilárd kőzetrétegekig, így megakadályozva a régi templomhoz hasonlóan történő süllyedést. Az építkezéshez 50 000 tonna földet kellett eltávolítani a helyéről, a teljes új épület össztömege pedig ennek mintegy kétszerese. Tágas belső terét kifejezetten azért alakították ki, hogy minél több zarándokot legyen képes befogadni: körülbelül tízezren férnek el benne. A legnagyobb turisztikai vonzerejét az jelenti, hogy ma is itt látható a híres ereklye, Juan Diego tilmája a Mária-képpel. Egyes vélemények szerint a kör alaprajz a keresztény isten egyetemességét is jelképezi. A templom tetőszerkezete egy hatalmas sátorra emlékeztet, de jelképezi Szűz Mária védelmező köpönyegét is. A „sátor” csúcsát egy 42 méter magas, vastag oszlop tarja (amely nem a középpontban, hanem attól nyugatra helyezkedik el), ebben az oszlopban találhatók a templom irodái. A felső szinten kilenc kápolna csatlakozik a belső térhez, a földfelszín alatt pedig egy több mint 15 000 fülkéből álló kriptarendszer helyezkedik el, valamint tíz kápolna.

## Képek

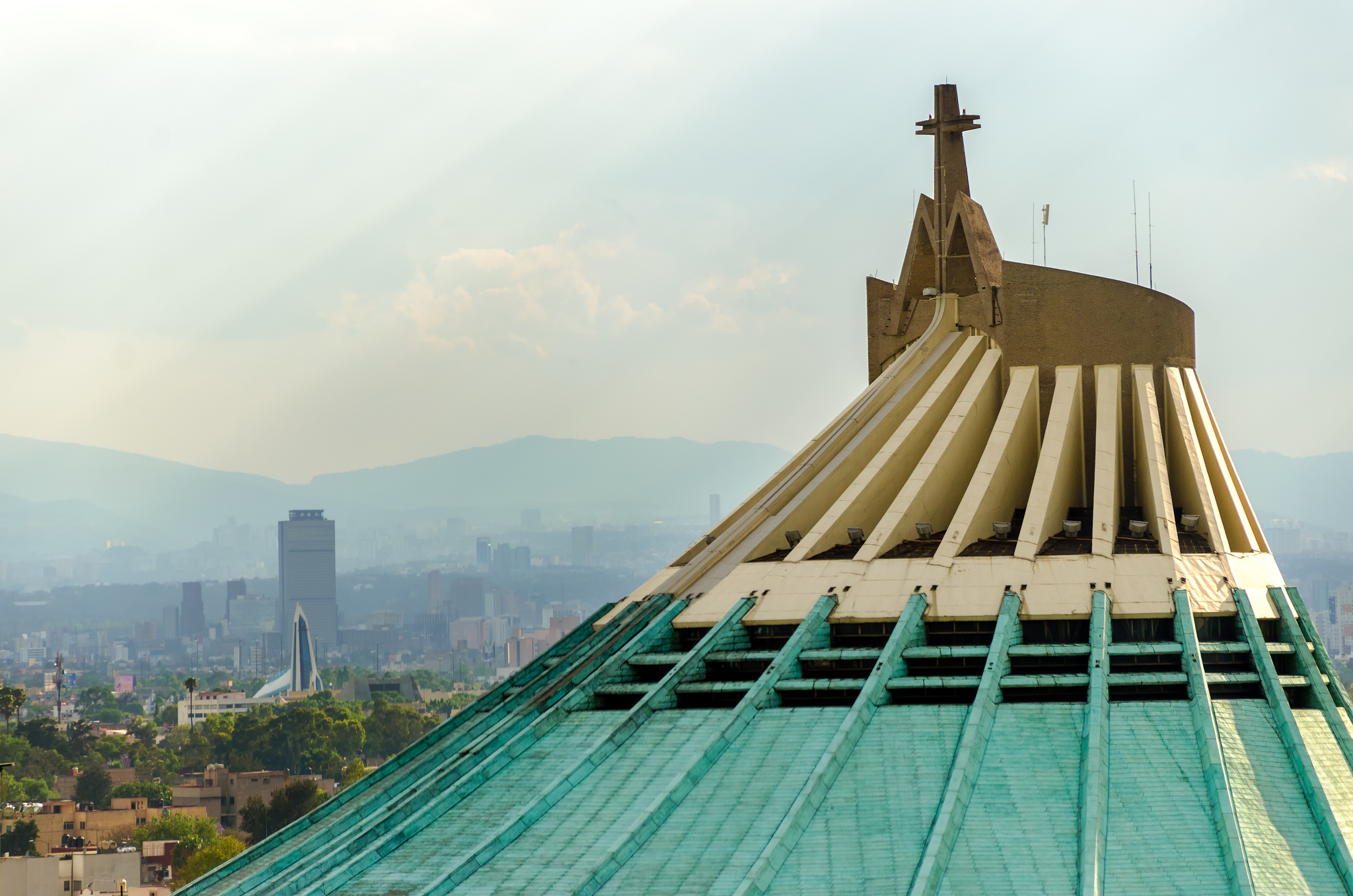
Csúcsdísz
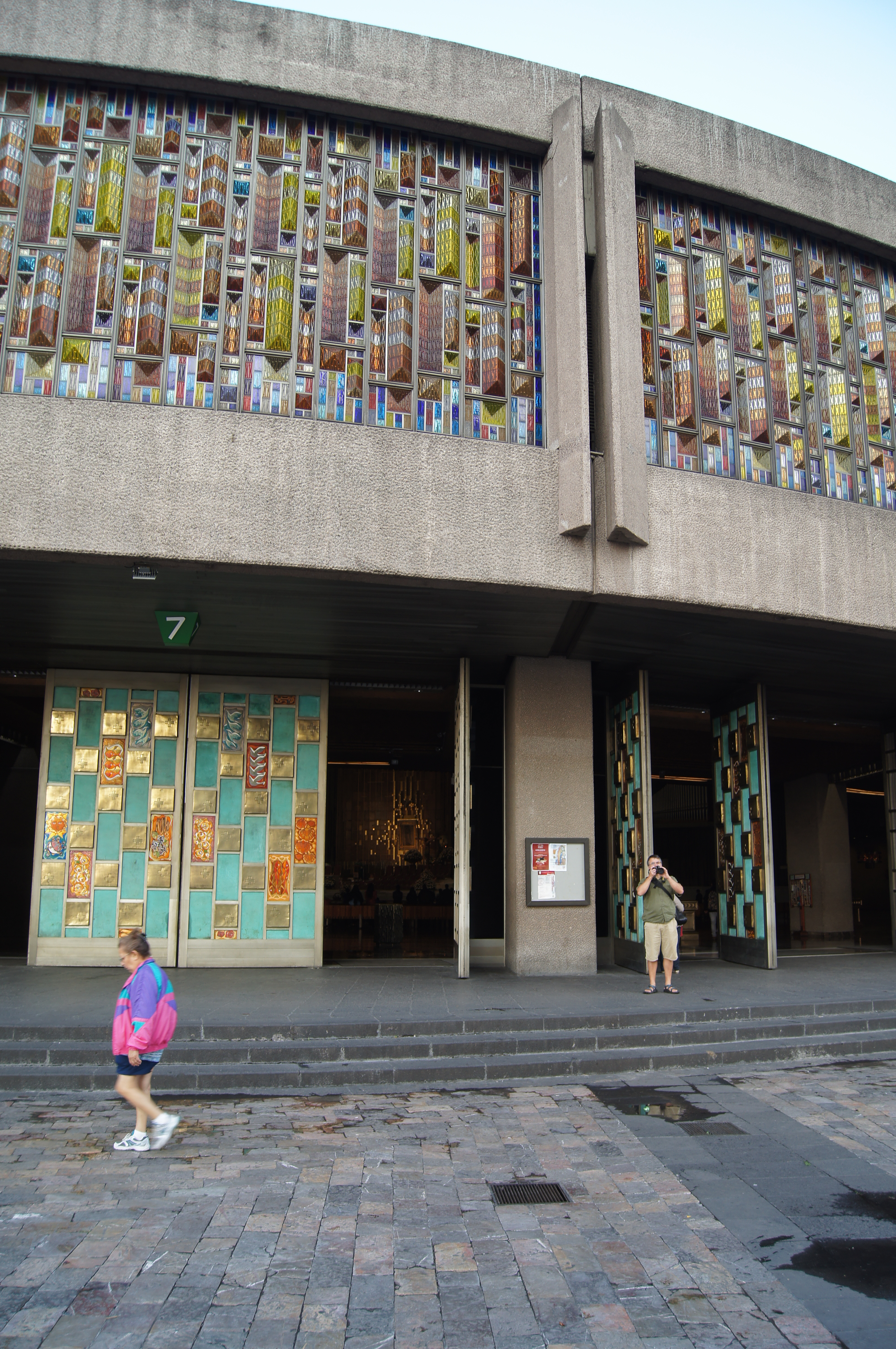
Részlet
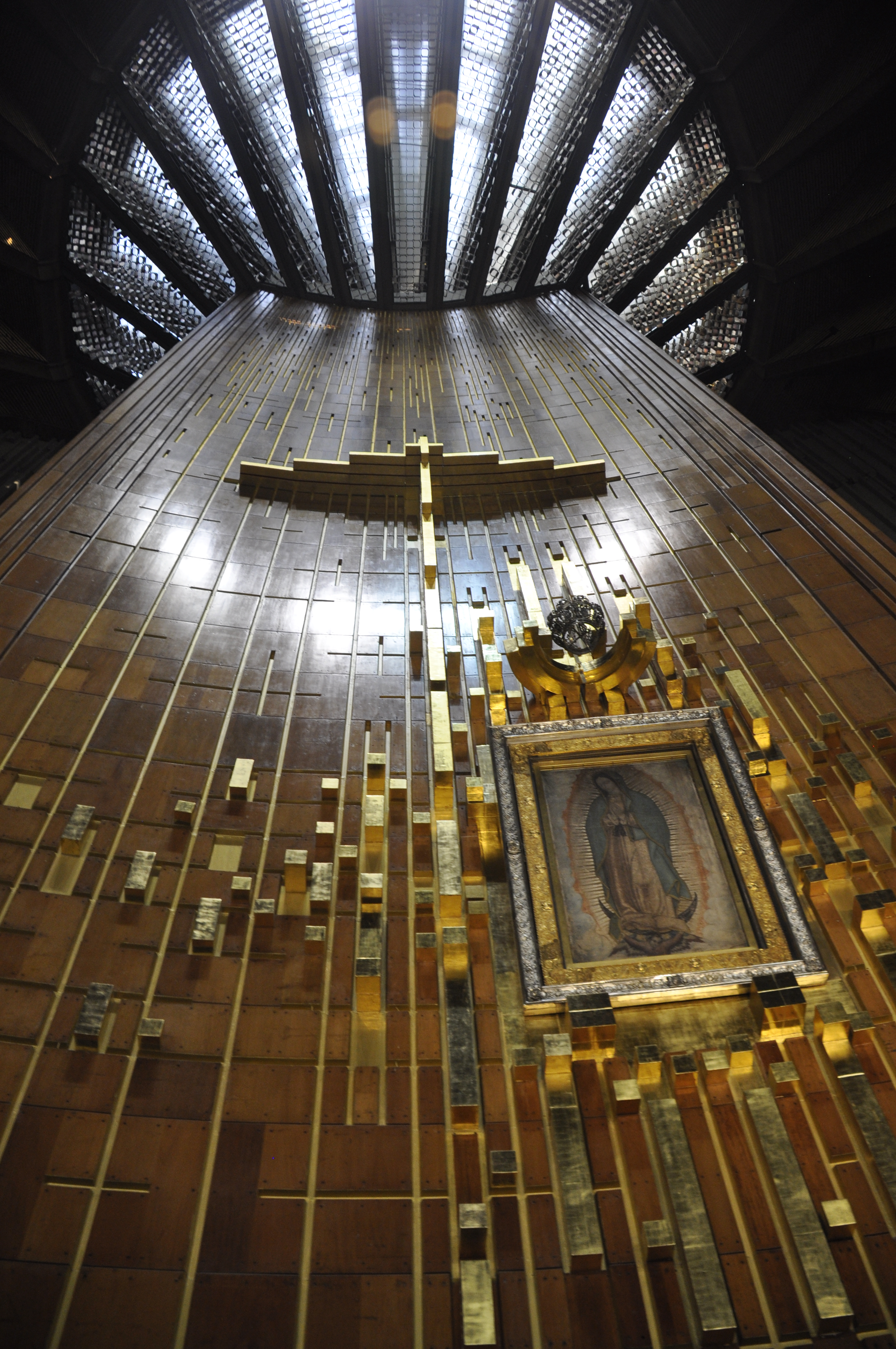
Az oltár
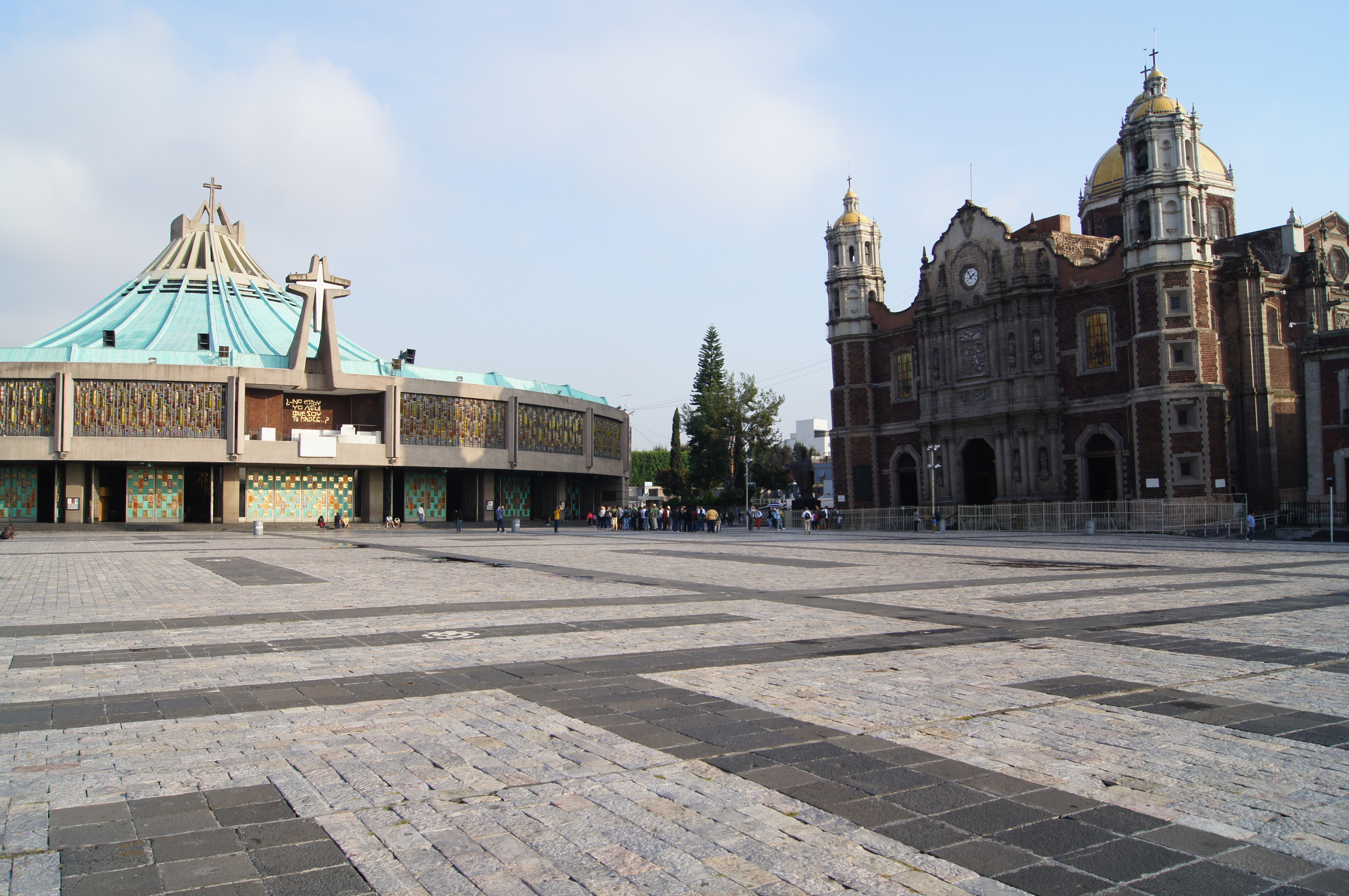
Az új és a régi bazilika
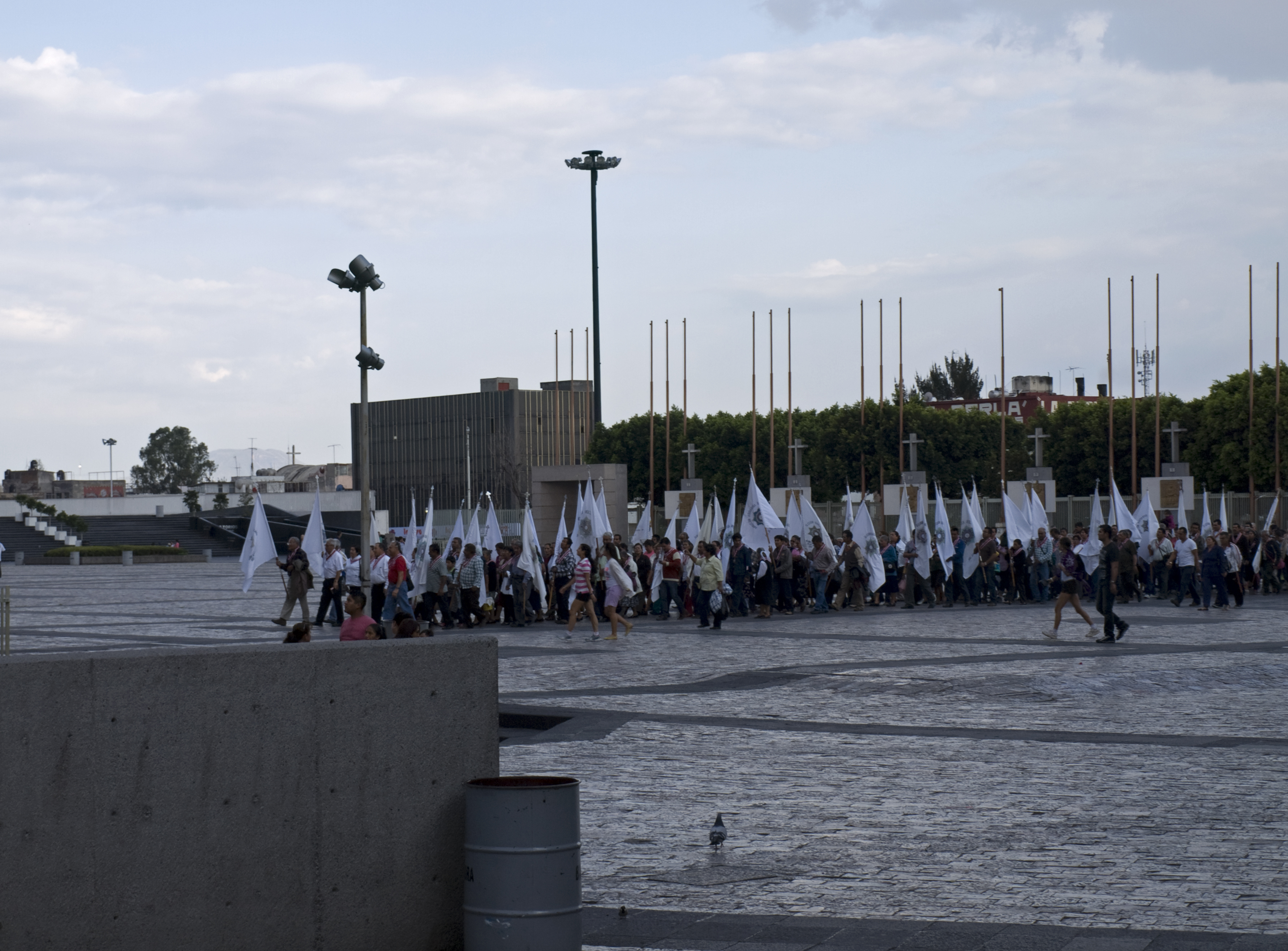
Zarándokok